# Alvania karlini
Alvania karlini är en snäckart som beskrevs av A. H. Clarke 1963. Alvania karlini ingår i släktet Alvania och familjen Rissoidae. Inga underarter finns listade i Catalogue of Life.